# 輪船招商局
輪船招商局（簡稱招商局）是中國晚清的洋務運動時期以官督商辦模式創辦的航運企業，也是中國最早以現代公司概念經營的企業之一，由李鴻章，盛宣懷等人在清同治十一年十二月十六日（西元1873年12月14日）於上海成立。民國38年（西元1949年）兩岸分治後分裂為招商局集團與陽明海運集團，前者為中華人民共和國在香港的中央企業之一，後者則由兩岸分治後跟隨中華民國政府遷往臺灣的「招商局輪船」改組擴展而來。

## 歷史

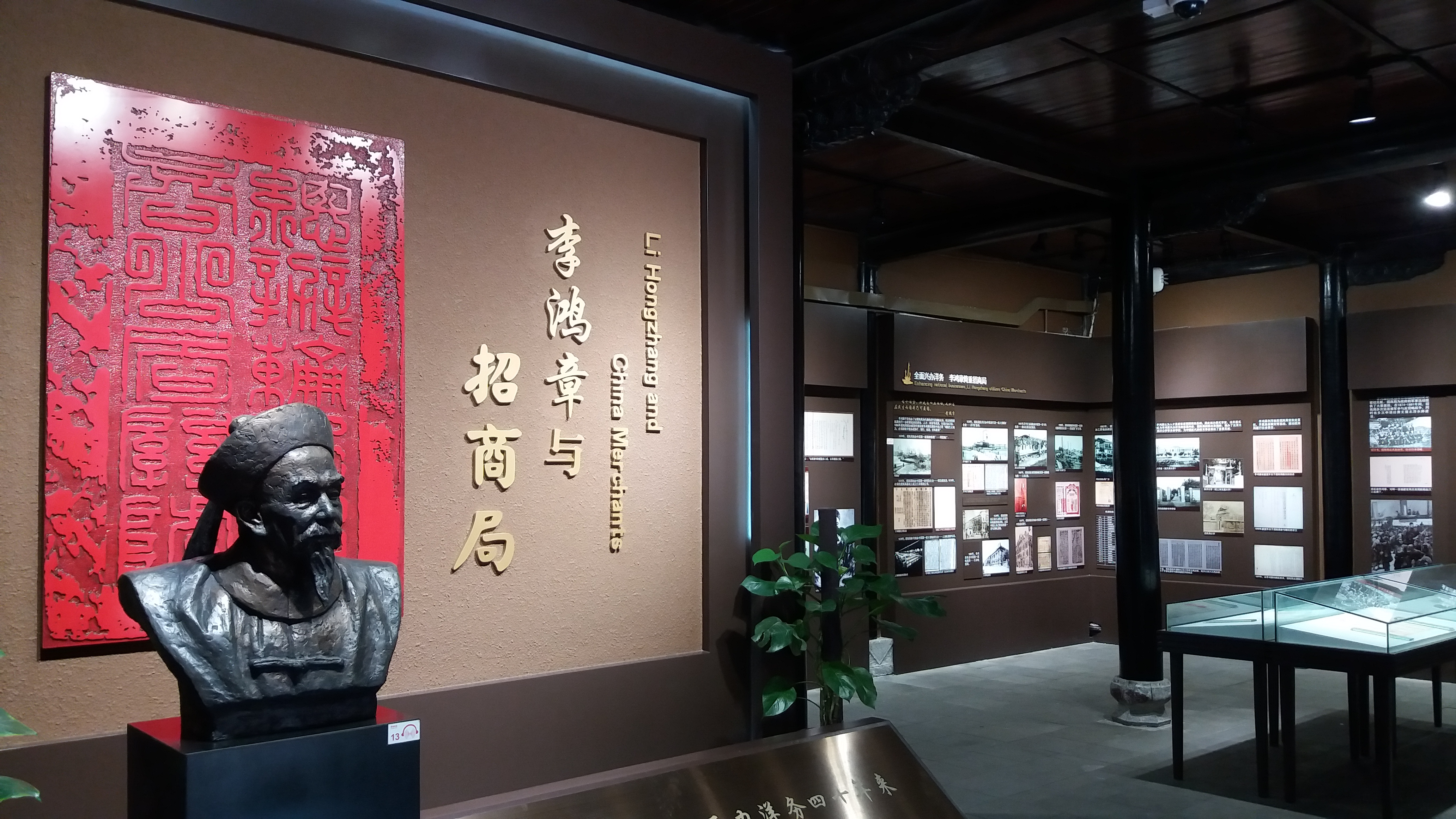
李鸿章故居内的李鸿章与招商局展览

1840年鴉片戰爭以來，西方各國通過與清政府簽訂一系列條約，攫取中國沿海和內河龐大的水運利權。然則本土傳統航運難以匹敵，迅速潰敗。至1850年代末，少數中國商人已涉足外資航運企業。由於華商行船不單要交納捐稅，亦須支付厘金。索性與外人各圖所求，互為結盟，因此輪船懸掛洋旗之現象相當普遍。1867年在總理衙門和曾國藩的來往信件中，就说到通商口岸有不少商人購買或租僱洋船而又寄名在洋商名下。清國因此無法督查、稅收損失慘重，開始限制民眾購買洋船。後來，清廷採納許多官員自主經營航運事務的建議，逐步放開購買或租僱洋船的禁令。在這種形勢下，一些商人提出由中國人自組新式輪船企業。清政府其實相當擔心中國航運業會完全落入外國公司手中，以致漕糧運輸受制於人。因此總理衙門對當時容閎建議按西方公司章程，去籌組新式輪船企業，有相當大的戒心。總理衙門對建議批示的條件是，輪船必須為華人所有。無奈此事只能作罷，直到李鴻章改以官督商辦方式才能成事。
1860年代江南機器製造總局和福州船政局等軍事工業相繼成立，但苦於官僚主義管理，製造產品成本昂巨，清國投資已顯不敷之勢。大學士宋晉趁機發難，大力主張裁撤滬閩船局。

## 籌措
李鴻章《論試辦輪船招商》中說：「目下既無官造商船在內，自無庸官商合辦，應仍官督商辦，由官總其大綱，察其利病，而聽該商董等自立條議，悅服眾商。」
1872年（同治十一年），李鴻章開始輪船招商的籌辦工作，並在12月23日（同治十一年十一月二十三日）以《具奏派員設局招商試辦輪船分運來年江浙漕糧由》奏表朝廷：
欽差大臣大學士直隸總督一等伯臣李鴻章跪奏為派員設局招商試辦輪船分運來年江浙漕糧以備官船造成僱領張本恭折具陳仰祈……查照外所有試辦招商輪船分運江浙漕糧各緣由理合繕折具陳伏乞皇太后皇上聖鑒謹奏
三天后，清廷批准設立輪船招商局。

## 創建

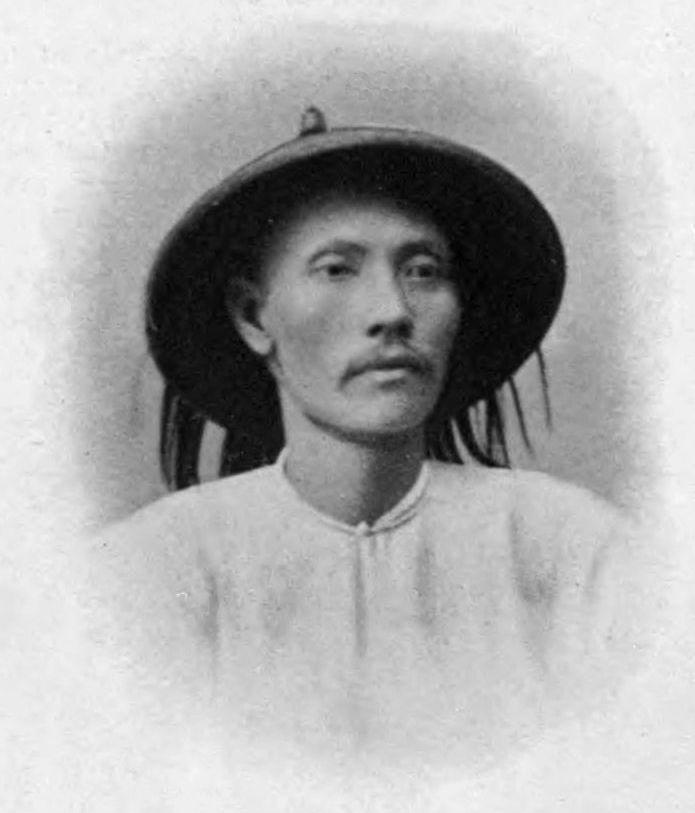
陳禮陶，原名陳煥彬，廣東新會潮連鄉人。父陳月亭（Chun Yue Ting），從香港赴芝罘（今煙台）設公司代理招商局業務。畢業於香港皇仁書院，任廣州招商局總辦二十餘年。新會潮連鄉陳氏家族參與創辦經營輪船招商局。

1873年1月17日在上海洋泾浜永安街正式设立“轮船招商公局”，这是洋务运动中由军工企业转向兼办民用企业、由官办转向官督商办的第一个企业。其中官股10万两，朱其昂、朱其诏兄弟各10万两，李鸿章5万两，轮船4艘，从事江浙漕粮运输及各种客货运输业务。公司开办半年，亏损严重，朱其昂被迫辞职。
1873年6月著名買辦唐廷樞、徐潤等加入。上海商人、英国怡和洋行买办唐廷樞擔任輪船招商局的第一任總辦。徐润、朱其昂、盛宣怀为会办。其中，唐为外资洋行背景；朱为漕粮北运代表；盛为李鸿章代表；徐为具有买办背景的国内工商业主代表。後唐前往天津兼办开平煤矿，由盛宣懷繼任。輪船招商局核定股本白银100万两，每股100两，对社会招商入股，徐润附股24万两。1873年8月7日，公司迁上海三马路新址，改名为轮船招商总局，同年设天津、汉口、长崎、香港等19个分局。
李鴻章對輪船招商局有委任董事的權力。輪船招商局在李鴻章的保護下，除了有漕糧專利生意外，還得得到政府的貸款，興建碼頭貨棧所需的土地，而且所承運的貨品還免徵厘金。輪船招商局的受任者與作為主要股東的商人一起管理公司。然而政策性的決定都掌握在由政府委任的官董手中。公眾持股並未象西方一樣帶來經營權和擁有權分離，反而股份制適應到中國生意傳統中。輪船招商局為了吸引商人入股有主要持股人直接管理公司分號的安排。1873年章程規定（第一條）：將股份較大之人公舉入局作為商董，在主要港口協助商總經營業務。最初上海設商董二名，天津、漢口、香港、汕頭各設一名，以後如另有別口貿易，或遇附入股份較大者，再行酌量選充。
成立之初，輪船招商局就加入與美商旗昌洋行和英資太古洋行的航运业激烈競爭。
1875年成立“保险招商局”，承办水险与船壳险；1876年招商局大股东徐润与唐廷枢合办“仁和水险公司”。上述两公司均参与航运业保险市场。
1877年輪船招商局收購了“美商旗昌輪船公司”的所有產業，包括7艘海輪、9艘江輪及各種躉船、駁船、碼頭、棧房、位於上海外灘9號的辦公大樓，总计作价222万两，成為規模最大的輪船公司，但是這項收購行動造成了招商局的虧損。1877年12月26日輪船招商局與2家英資輪船公司怡和洋行和太古洋行達成協定，共同壟斷中國水運；由於在制度上落後於對手，英資輪船公司不久重新佔據了主導地位。
1881年唐廷枢起草、李鸿章核定的《轮船招商章程》正式颁布执行，同年招足股本100万两白银。
1882年輪船招商局股本增至二百萬兩，徐润又认股24万两，保持股本比例不变。1883年完成預訂計畫時合共集資200萬兩。其中徐潤投資48萬兩，徐所招徠的親友就投入股金五六十萬兩，由徐個人聯繫的股金就佔有一半的總投資。而唐、徐等招致的股東相當多是廣東人。
1882年李鸿章任命原太古洋行买办郑观应为轮船招商局帮办，1883年正式任总办，负责公司业务。

## 盛宣怀时期
1885年夏改为督办为最高负责人，盛宣怀为督办。盛宣怀把官商合办体制改为转向官督商办体制，放弃了股东推选局董和“轮船归商理”的经营原则，商股的利益受到侵占，与官委督办之间的矛盾激化。在1909年由股東選舉董事會以前，股東只能極少量地參與公司事務的管理。局董在年度報告中對攻訐者的反駁，也有生意傳統的思維：
 蓋實未知局員皆有巨資倡為商股，即各董事亦係有股之人所充，孰不望局務蒸蒸日上……而有股商，大半局員之親友商人，耳目較近，豈肯受其欺蒙？是不待官查，早為眾商所不容矣。
1909年8月15日，招商局在上海张园举行第一次股东大会，与会代表732人，选举董事9人，组成招商局首届董事会。1909年8月，招商局奉旨归邮传部管辖，邮传部委派钟文耀为正坐办，沈能虎为副坐办。但9月21日，招商局召开了第一次董事会会议，推举盛宣怀为董事会主席，邮传部委派的正副坐办与股东推选的董事会同时并存。
招商局成立后，先后出资参与创办了仁和水险公司（1876年）、济和水火险（1878年）、开平矿务局（1882年）、上海机器织布局（1891年）、中国通商银行（1896年）、汉冶萍厂矿公司（1908年）等企业和南洋公学（1896年，今上海交通大学）。

## 中華民國招商局

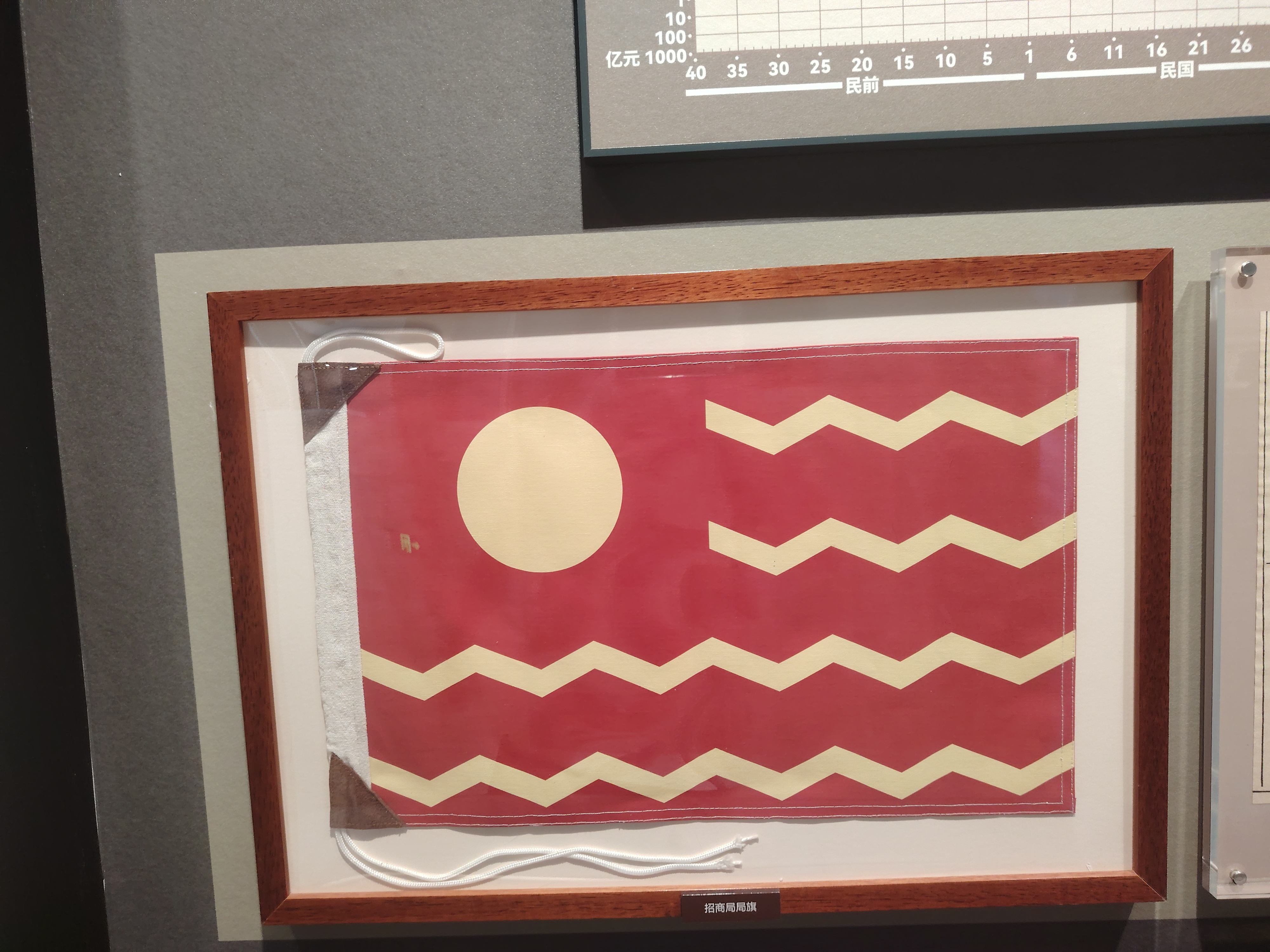
招商局历史博物馆所藏民国时代的招商局船旗

辛亥革命后，招商局于1912年3月31日在上海张园召开第二次股东常会，推举伍廷芳、杨士琦为董事会正副主席，组成招商局第二届董事会，公司名称改为“商办招商局轮船公司”，后又称“商办招商轮船有限公司”。
1928年1月国民政府交通部監督處命招商局董事會全體董事停職，改設招商局總管理處，招商局改为民有国营。1932年11月11日，更名为国营招商局。抗战爆发后，国营轮船招商局遭受惨重损失。1938年8月，國營招商局改組為招商局輪船股份有限公司。1941年最低谷时只有江海轮船8只22,713吨。

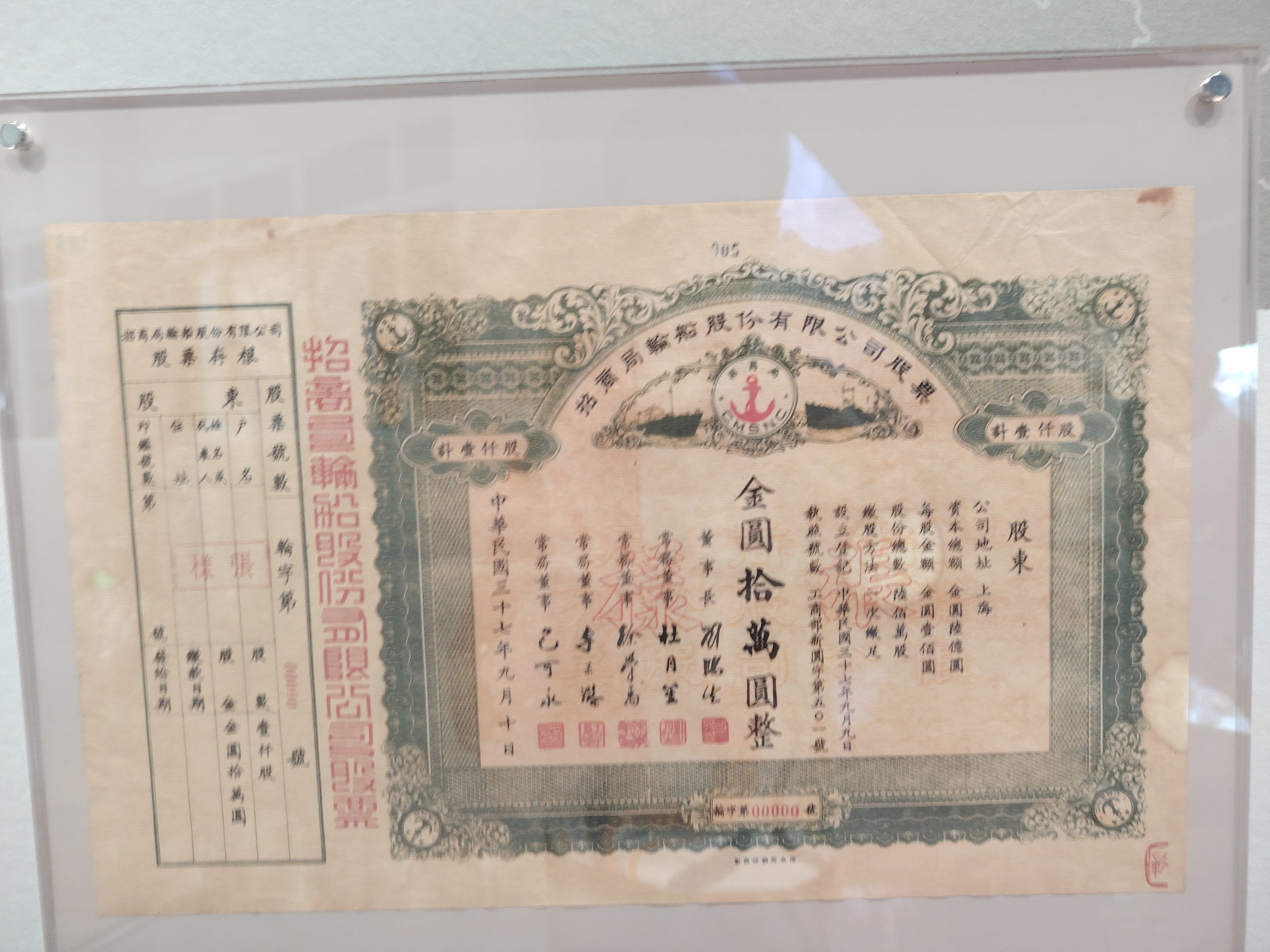
民国时期股票

1945年抗战胜时，“残存大小船舶28艘，凡25,500余吨”。国民政府把接收日伪当局轮船公司船舶财产的权利给予招商局——“交通部接收的敌伪船只，暂交招商局负责营运”。如日本设立的东亚海运株式会社、中华轮船株式会社、大连汽船株式会社、日本邮船株式会社、上海运输会社H、上海内河轮船股份有限公司、华中运输公司、华北交通株式会社、华北运输株式会社等1945年招商局接收的敌伪船舶合计1,335只，129,510总吨；截至1946年7月接收敌伪船舶2158只，239,141吨。招商局接收的敌伪船舶一部分留局自用外，其余的或发还原主，或标价让卖，或拨交其他机关，或租予其他航运公司使用。截止到1947年8月底止，招商局留用的船只共332只，74,000吨。1947年招商局共擁有船舶246艘、25.7萬噸，約佔全國船舶總噸位的40%。
抗战胜利后，招商局接收敌伪船只314艘，排水量計81,297总吨；国民政府在战時向美国及加拿大訂造船194艘, 排水量計363,085总吨. 其中招商局留用143艘, 排水量297,532吨；招商局替新成立的中国油轮公司接收22艘，替其他单位接收16艘, 排水量64,024吨; 暂时代管13艘, 排水量1,529吨。国民政府驻美物资供应委员会以550余万美元得自由轮10艘，其中就包括“海天”轮、“海地”轮等，交由招商局接收使用。1946年美国政府在通过（Ship Sales Act of 1946）售船法案，准许将战时剩余船只售给外国，其付款条件为订约时付船价10%，交船时再付15%，其余75%分年度摊还，至船龄满20年时付清。国民政府驻美物资供应委员会根据该项法案，向美国主办售船机构的美国航务委员会（U.S. Maritime Commission）购买价值2,200万美元的船只，其中应付25%现款以已现款支付的10艘自由轮船价抵充，其余75%未付船价分年度偿还。其中：
- 自由轮、N3型轮以及运兵船三项共计1,365余万美元，由国民政府转贷给招商局。
- 胜利轮3艘，共263.7余万美元，由国民政府转贷给复兴航业公司。
- CI MA VI 货轮8艘，共555余万美元，由国民政府转贷给复兴航业公司。

当时国民政府曾购到以下各种船只：
- 美国自由轮10艘：海天、海地、海玄、海黃、海宇、海宙、海辰、海宿、海列、海张
- N3型8艘共375万美元：教仁、宣怀、郑和、廷枢、铁桥、成功、鴻章、继光。1945年12月购买的10艘，有：其美、黃兴、蔡鄂、邓铿、执信、仲凱、延闿、汉民、培德、林森，总价为4,243,750美元。
- 运兵船CI-S-AY1型4艘，包括海亚、海美、海澳、海欧等，共440万美元。
- Grey型：自忠、登禹、 麟閣
- 大湖型轮16艘，包括海苏、海吉、海皖、海赣、海鄂、海湘、海川、海康、海滇、海黔、海桂、海粤、海陇、海辽、海冀、海鲁等，总价计2,540,947美元，连同修配及驶华费用共为350万美元；
- AI型: 海菲、海廈
- 加拿大CORVETTES輪轮: 秋瑾、錫麟、元培。本級轮为加拿大於二次大战期间仿英国城堡级轻型护卫舰建造, 本級船身長252呎, 宽36.8呎, 吃水13呎3吋, 标准排水量1,100吨, 滿载1,775吨. 一座燃油Yarrow锅炉, 一部往复式蒸汽主机产生2,750匹馬力, 最高速率16节, 巡航速率12节. 政府于战后曾购买本级船3艘交招商局做为上海天津间的快速客轮营运。"秋瑾"与"錫麟"于1950年移交给国府海军使用，分別改名"德安"与"高安"。"元培"轮于1949年留置大陆並被中共海军征用改名"广州"号护卫舰。
- 美軍坦克登陆舰LST: 中101、中102、中103、中104、中105、中106、中107、中108、中109、中110、中111、中112、中113、中114、中115、中116、中117、中118、...
- 美軍中型登陆舰LSM: 华201、华202、华203、华204、华205、华206、华207、华208、华209、华210 华211、华212
- 美軍坦克登陆艇LCT:此级舰为美国二次大战建造的坦克登陆艇（LCT），后改称通用登陆艇（LCU） ；从战后的1946年起中国海军陆续接收了33艘。 LCU共有三种规格：一为美制"501"型，其次为日本播磨重工代工制造之"1466"型，及国内获授权自制的"1610"型。这批二战登陆舰艇竟然持续使用到2010年才除役，役期長达70年，成为世界奇迹。
- 美軍拖船ATA: 民301、民302、民303、民305、民306、民308、民309、民310、民311、民312、民313、民314、民315、民316、民317、民318、民319、民320

1948年10月1日，股份化改组为招商局轮船股份有限公司，劉鴻生任董事長，徐學禹任總經理。有船舶488艘, 排水量404,104.52总吨. 详细数据：海轮81艘, 排水量254,124.72总吨；江轮28艘, 排水量 56,015.17总吨； 油轮1艘, 排水量601.50总吨；小拖轮141艘, 排水量17,608.03总吨；机帆船1艘, 排水量324.00总吨；特种机船17艘, 排水量 1,837.38总吨；铁驳166艘, 排水量70,867.73总吨；木驳53艘, 排水量2,725.99总吨。另外还有向美国订造的CISAYI型海轮4艘, 总计28,320吨；向江南造船所订造淺水客货轮2艘总计5,200吨陆续交船中。 
1949年3月20日，中華民國政府对招商局全面军管“应变”：  
- 原台湾招商局改为招商局台湾总管理处：董事长徐学禹、副总经理韦焕章带一批人到台湾。所有的万吨自由轮和大吨位船舶集中到台湾基隆港。渡江战役发起10天后，1949年4月30日招商局决定在台湾成立招商局总管理处，并制订了《成立总管理处后本公司业务处理暂行办法》。1949年6月1日，招商局总管理处在台北正式成立。撤至台湾的船只共计95艘，计24.6万吨，其中海轮（尤其是自由轮、大湖型轮、格莱型轮等性能较佳之巨型船舶）80艘，占原有海轮总数的81%，共计22.4万余吨，占原有海轮总吨位的86%。撤往台湾的人员总数为5,356人，大约占当时全局员工人数的1/3。 1949年底的统计, 招商局尚有船只90艘, 排水量240,113总吨。台湾招商局执行军公差运，“中112号”登陆艇、“江和”轮、“廷枢”轮和“江建”轮先后因战争直接损毁。此外，为补给和增强海军战损，台湾招商局将“海台”轮、“万富”轮和“中115号”售与海军，直接移拨给国民党海军长期使用的轮船有七艘：“锡麟”轮、“秋瑾”轮、“建甲”轮、“民314号”、“民315号”、“民316号”和“民317号”。至1950年底，台湾招商局给台湾军方（包括战火损毁、失事）共14艘。
- 成立华南招商局总管理处：利用香港作为自由港提供的特殊便利。国民党派出已经调离招商局的曹省之、俞大纲前来香港做香港招商局高层的安抚工作；台湾招商局总管理处派船务处处长王鹤、基隆港港务长唐桐荪来港企图掌控香港招商局。
- 上海招商局总公司改称为招商局上海分公司：总经理胡时渊、副总经理黄慕宗、总船长马家骏等留守人员成立上海招商局应变工作小组，要求“在总经理仍能行驶职权时，总公司一切有关事宜仍归上海分公司办理”。 1949年5月27日中国人民解放军上海市军事管制委员会航运处接管了上海招商局。

1972年12月28日，由於中華民國政府在聯合國的席位被中華人民共和國政府取代，為了防止招商局輪船旗下所有資產被中華人民共和國政府以「繼承中國」之姿強行接收，招商局輪船轉投資成立陽明海運，成立時資本額為新臺幣1億元，第一代總部設於台北市懷寧街53號4至6樓。招商局輪船並將絕大多數部門移至陽明海運，招商局部分逐漸只剩管理處。
1994年6月，行政院核定招商局併入陽明海運，並於1995年3月正式完成合併；在台灣的招商局不復存在。

## 中華人民共和國招商局

中国人民轮船总公司旗（仅在1951年2月-8月之间使用。）

1949年5月上海解放后，上海市军管会委派接管干部进驻招商局总部，对该局执行军事监督及办理接管事宜。原华东军区军工部长于眉任驻招商局轮船股份有限公司军事总代表。上海市军管会接管的中华拖轮驳运公司、台湾航业股份有限公司上海分公司、行政院善后救济总署水运大队及中国油轮股份有限公司等公营企业先后并入招商局。
中共华南分局香港工委、华东财委香港工委、中共中央相关部门、香港海员工会各系统分头做香港招商局秘密策反工作。在粤港的共方领导连贯、朱学范、饶彰风、吴荻舟、陈明、刘若明、米国钧、朱叔和等与香港招商局经理汤传篪、副经理陈天骏、钱公铸、奚毓弟等联络、策动，做各船船长及普通船员工作。
1949年9月19日晚上8时，招商局“海辽”轮离开香港，船长方枕流宣布起义，绕道太平洋外海，9月28日清晨驶抵大连港，是第一艘在海外宣告起义的招商局轮船。1953年版五分钱人民币纸币上的轮船图案即为“海辽”轮。
1950年1月15日，香港招商局（分公司）全體員工和留港的13艘海輪（“林森”轮、“民312”轮、“民302”轮、“中106”艇、“教仁”轮、“蔡锷”轮）共600餘人投共。但由于珠江口的万山群岛仍被国军据守并掌握了南海北部制海权，在港投共船舶一直滞留到万山群岛戰役結束。1950年4月，根据政务院决定，招商局改为国营轮船总公司。
1950年4月，中央人民政府政务院决定统一经营全国国营轮船运输业务，以招商局为基础在上海成立国营轮船总公司，于眉任负责人；并以设在各地的原招商局分公司、办事处为基础，在天津、大连、青岛、汉口等主要港口设区公司；在安东（丹东）、营口、秦皇岛、烟台、连云港、镇江、南京、芜湖、安庆、九江、沙市、宜昌、重庆、香港等地设分公司或办事处；广州、汕头、宁波、温州、福州、厦门等地的原招商局业务则暂托各地航务局代管。全国公营船舶和非运输部门所经营之500吨以上的海轮和200吨以上的长江江轮，均归国营轮船总公司管理。
1951年2月1日，经政务院财政经济委员会批准，中央人民政府交通部决定，国营轮船总公司改组为中国人民轮船总公司，迁往北京，留沪的部分机构、人员改组成中国人民轮船公司上海区公司。将海州、宁波、温州、福州、厦门分公司及镇海办事处划归上海区公司管辖。天津、青岛、广州、汉口等地亦各成立区公司，隶属中国人民轮船总公司领导。香港招商局仍沿“招商局輪船股份有限公司”原名并隶属于中华人民共和国交通部直属的在港中资企业。
1952年8月1日，全国第二届航务会议决定对水运体制实行专业分工，撤销中国人民轮船总公司，海河分家。在交通部领导下成立海运管理总局和河运管理总局，由海运管理总局统一管理全国海上运输，并根据海域不同，分别在大连、上海、广州设北洋、华东、华南区海运管理局。原中国人民轮船公司上海区公司遂改组为华东区海运管理局，受交通部海运管理总局领导，局属单位中含厦门、宁波分局及海州、温州、海门办事处，并代管上海船舶修造厂。
1952年11月，为有利于统一货源、统一调度，交通部海运专业会议决定统一北洋、华东两个区海运管理局的经营管理。1953年5月1日，交通部撤销北洋和华东区海运管理局，以两局合并，正式成立交通部上海海运管理局，统一经营管理长江口以北航区的客货运输。同时在大连设上海海运管理局办事处。原华东区海运管理局所属宁波分局及温州办事处划归上海区港务管理局领导；保留该局南洋运输部（下辖福州办事处和海门办事处）隶属上海海运管理局管辖；原由该局代管的上海船舶修造厂直接归交通部海运管理总局领导。
1956年，在香港的招商局开始恢复业务。
1956年6月，经国务院批准，交通部决定将公私合营中兴海运公司和公私合营南洋轮船公司并入上海海运管理局。1956年9月1日，根据交通部命令，为调整海运体制，实行港航区域统一管理，上海区港务管理局与上海海运管理局合并成立交通部华东区海运管理局，1957月10日改名为上海区海运管理局，统一领导华东区域的港航工作。韩克辛任局长。区局经营福州以北整个海上运输业务。 
1962年7月，交通部为集中统一管理北方沿海的运输船舶，决定将大连港务局管辖的客货轮10艘移交上海海运管理局管理。移交后，渤海湾的客运业务由上海海运管理局负责。该局在大连设办事处。
1964年3月，经国务院批准，交通部在上海成立北方区海运管理局（简称北方区局），统一管理上海和北方沿海航区的港口、航运、船舶修造、燃物料供应、航道、救捞、学校、科研等企事业单位。上海海运管理局改建制为上海轮船公司，专管北方航区的船舶运输业务，隶属北方区局领导。 
1978年7月，根据交通部《关于部直属企、事业单位实行党委领导下的局长分工负责制和一级单位名称的通知》，上海海运局改称交通部上海海运管理局。1993年改组为上海海运（集团）公司。
1980年1月8日，招商局船務部改組為香港明華船務有限公司。
1985年11月12日，香港招商局改组为招商局（集团）有限公司，为交通部直属一级企业。1987年，招商局发起成立招商银行（国有控股企业）。1988年招商局与中国工商银行发起成立平安保险公司。
1999年，招商局由交通部直屬企業改為由中央直接管理的39家國有重要骨幹企業之一。
2002年7月，招商局持有的平安保险股权全部售出。

## 外部連結
- 黎志剛：〈輪船招商局經營管理問題，1872-1901 （页面存档备份，存于）〉。
- 黎志剛：〈輪船招商局國有問題，1878-1881 （页面存档备份，存于）〉。
- 松浦章：〈清末轮船招商局汽船和日本 （页面存档备份，存于）〉。